# Pubblicazioni AC Comics
| Titolo                                           | Serie | Numeri          | Date                                         | Note |
| ------------------------------------------------ | ----- | --------------- | -------------------------------------------- | --- |
| America's Greatest Comics                        |       | 16              | 2002–2006                                    | |
| Americomics                                      |       | 6               | aprile 1983–marzo 1984                       | (cancellato) |
| Americomics Special                              |       | auto conclusivo | agosto 1983                                  | Pubblicato durante il brevissimo periodo in cui alla AC fu permesso di pubblicare i personaggi della Charlton Comics prima che i diritti venissero acquistati dalla DC Comics. La squadra consisteva di Capitan Atomo, Blue Beetle, The Question, e Nightshade. |
| Bad Girl Backlash                                |       | auto conclusivo | 1995                                         | |
| Best of the West                                 |       |                 | 1998                                         | |
| Big 'Uns                                         |       | auto conclusivo | 1998                                         | |
| Bill Black's Fun Comics                          |       | 2               | 1982-1983                                    | Continuato da Fun Comics n. 1 e 2 |
| Black Diamond                                    |       | 5               | maggio 1983–1984                             | |
| Captain Paragon                                  | 3     | 1 4 5           | 1972 dicembre 1983 – 1985 aprile 1985 – 1986 | |
| Dragonfly                                        |       | 8               | estate 1985 – 1987                           | (cancellato) |
| Faze 1 Fazers                                    |       | 4               | 1986                                         | |
| Femforce                                         |       |                 | 1985–presente                                | |
| Femzine                                          | 2     | 1 4             | 1981 gennaio 2003–maggio 2007                | |
| Fun Comics                                       |       | 2               | 1981–1982                                    | Continuato come Bill Black's Fun Comics n. 3 e 4 |
| Garganta's Thrilling Science                     |       | 1               | 2001                                         | |
| Green Lama: Man of Strength                      |       | 3               | 2009                                         | (cancellato) |
| Golden Age Men of Mystery                        |       | 16              | 1996–1999                                    | Continuato come Men of Mystery Comics |
| Golden Age Treasury (alias Golden Age Spotlight) |       | 2               | 2002–2003                                    | |
| Good Girl Art Quarterly                          | 2     | 15 1            | 1990–Primavera 1994 2001                     | Vol. 1 continuato come Good Girl Comics n. da 16 a 18; vol. 2 comincia con il n. 19 |
| Jungle Girls                                     |       | 16              | 1989–1993                                    | |
| Men of Mystery Comics                            |       |                 | 1999–presente                                | Continua a numerare da Golden Age Men of Mystery |
| Ms. Victory Special                              |       | auto conclusivo | 1985                                         | |
| Nightveil                                        | 2     | 7 1             | 1984–1987 2001                               | (cancellato) |
| Paragon: Dark Apocalypse                         |       |                 |                                              | |
| Sentinels of Justice                             | 2     | 1 3             | 1986 1993–1994                               | (cancellato) |
| She-Cat                                          |       | 6               | 1989–1995                                    | (cancellato) |
| Space Ark                                        |       | 2               | 1985–1986                                    | preso da Apple Comics |
| Venture                                          |       | 3               | 1986–1987                                    | (cancellato) |